# Châtillon (cantón del Jura)
Châtillon (antiguamente en alemán Kastel) es una comuna suiza del cantón del Jura, localizada en el distrito de Delémont. Limita al norte con la comuna de Rossemaison, al este con Courrendlin, al sureste con Vellerat, al sur con Roches (BE) y Moutier (BE), al suroeste con Haute-Sorne, y al oeste con Courtételle.